# Svartis

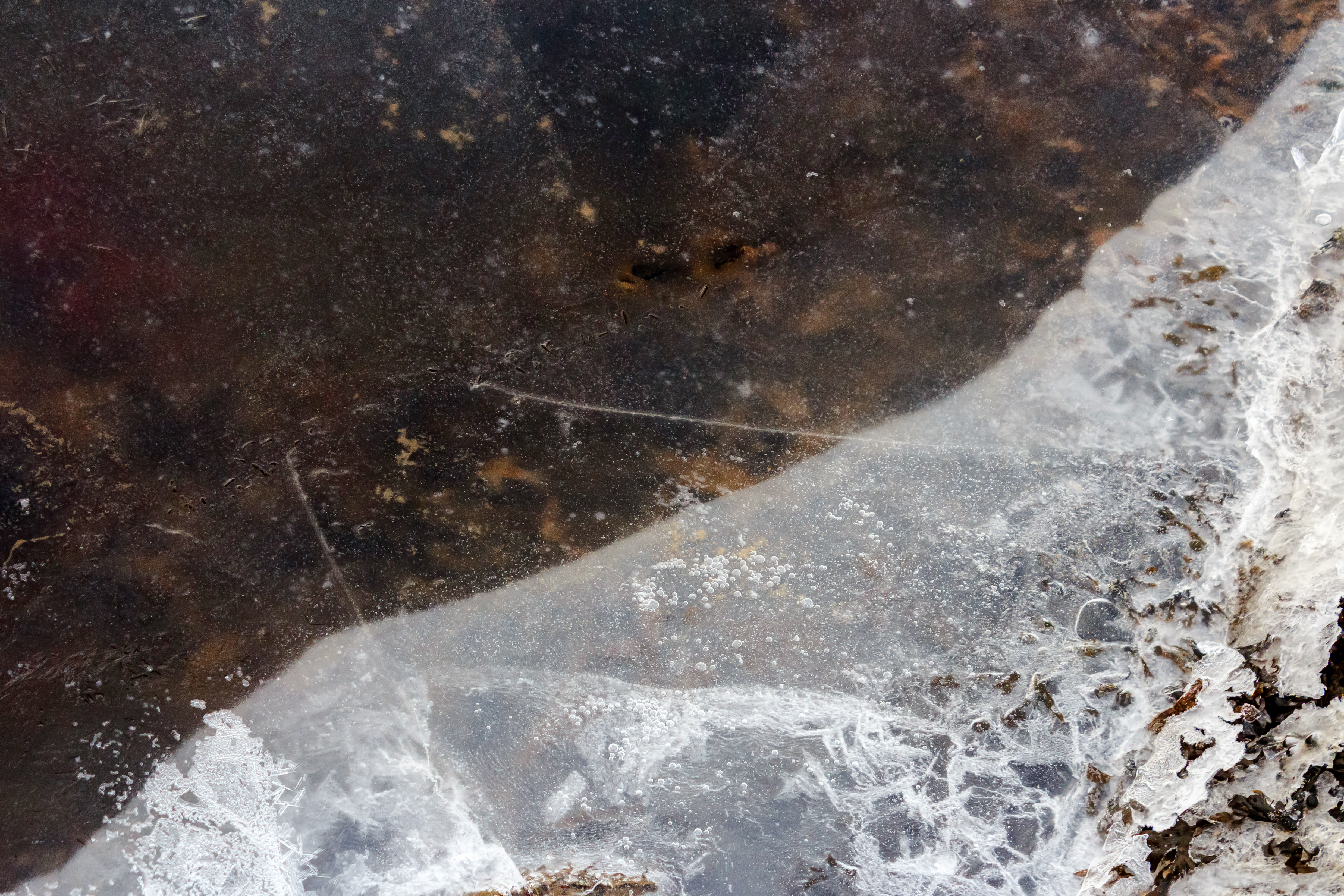
Svartis på Brofjorden vid stranden i Holländaröd, Lysekils kommun

Svartis är is som verkar vara  svart för att isen är så genomskinlig att man kan se asfalt eller mörkret i en sjö genom den. Detta lömska väderfenomen uppstår när smält is eller snö återfryser och lägger sig på asfalten. Isen blir då som en osynlig glasyr. Gående och trafikanter kan inte se isen och därför inte heller avgöra om det finns väggrepp. Detta gör att farliga situationer kan uppstå när fotgängare halkar, cyklar sladdar, eller andra fordon snurrar runt.
Nybildad saltvattenis som har svartflammigt utseende kallas svartis. Långt framskriden våris kan se svart ut men är farlig att beträda. Blixthalka, black ice på engelska, är en genomskinlig is på asfalten som bildas av glattis eller efter dagsmeja när smältvattnet fryser.

## Vad orsakar svartis?
Om temperaturen stiger över fryspunkten, eller om solen kommer fram under dagen, smälter all snö på marken långsamt och får vägytorna att bli våta. Om det regnar kan det också leda till våta vägbanor med vattensamlingar. Om temperaturen sedan sjunker under fryspunkten medan marken fortfarande är våt, kommer det att bildas svart is på asfalterade ytor på grund av att vattnet återigen fryser till is. Svart is kan också bildas om fukt i luften kondenserar och bildar dagg eller dimma och temperaturen därefter sjunker under fryspunkten.